# Qualea
Qualea är ett släkte av tvåhjärtbladiga växter. Qualea ingår i familjen Vochysiaceae.

## Bildgalleri

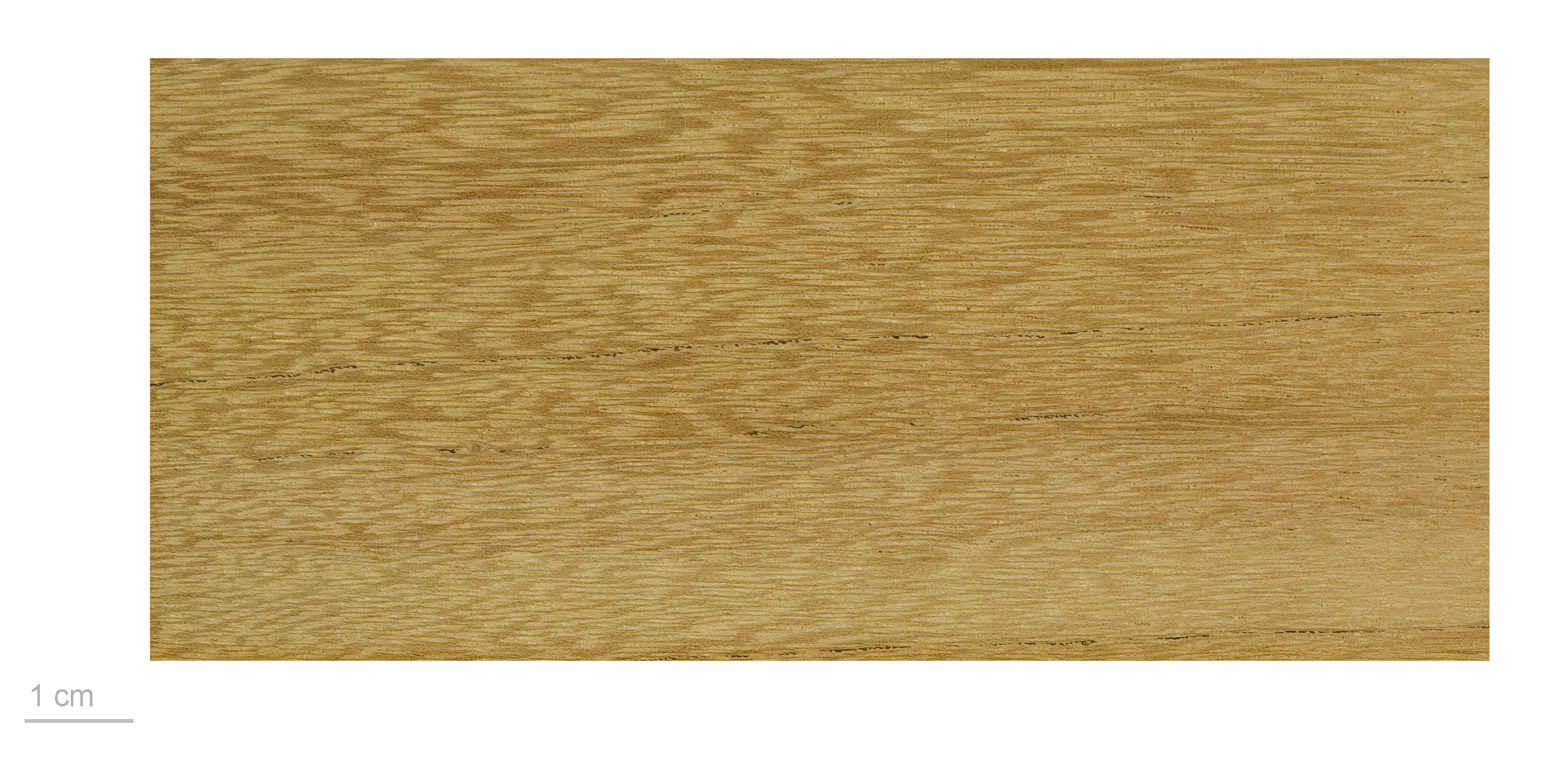

## Dottertaxa tillQualea, i alfabetisk ordning[1]
- Qualea acuminata
- Qualea albiflora
- Qualea amapaensis
- Qualea amoena
- Qualea belemnensis
- Qualea brasiliana
- Qualea brevipedicellata
- Qualea calantha
- Qualea calophylla
- Qualea cassiquiarensis
- Qualea clavata
- Qualea coerulea
- Qualea cordata
- Qualea cryptantha
- Qualea cyanea
- Qualea cymulosa
- Qualea decorticans
- Qualea densiflora
- Qualea dinizii
- Qualea elegans
- Qualea esmeraldae
- Qualea ferruginea
- Qualea gardneriana
- Qualea gestasiana
- Qualea glaziovii
- Qualea gracilior
- Qualea grandiflora
- Qualea hannekesaskiarum
- Qualea homosepala
- Qualea impexa
- Qualea ingens
- Qualea johannabakkerae
- Qualea labouriauana
- Qualea lineata
- Qualea lundii
- Qualea macropetala
- Qualea magna
- Qualea marioniae
- Qualea megalocarpa
- Qualea moriboomii
- Qualea multiflora
- Qualea nitida
- Qualea obtusata
- Qualea panamensis
- Qualea paraensis
- Qualea parviflora
- Qualea polychroma
- Qualea psidiifolia
- Qualea pulcherrima
- Qualea retusa
- Qualea rigida
- Qualea rosea
- Qualea rupicola
- Qualea sacculata
- Qualea schomburgkiana
- Qualea selloi
- Qualea sprucei
- Qualea suprema
- Qualea tessmannii
- Qualea themistoclesii
- Qualea trichanthera
- Qualea tricolor
- Qualea tuberculata
- Qualea urceolata
- Qualea wittrockii
- Qualea wurdackii